# 高松路
高松路（Gaosong Rd.）為高雄市小港區的東西向道路，起端銜接飛機路、宏平路三叉路口，末端銜接大平路，是往來小港區及大寮區的重要道路，也是大坪頂地區的主要聯外道路之一。

## 行經行政區域
- 小港區

## 沿線設施
（由西至東）
- 小港森林公園[2][3][4]
- 高雄市小港區太平國小
- 高松地區活動中心
  - 高雄市小港區戶政事務所第二辦公處
  - 高雄市政府警察局小港分局高松派出所
- 高松教會
- 刺蔥腳溼地公園

## 公共自行車
- 高雄市公共自行車租賃系統：
  - 小港森林公園(高松路)：高松路126號(對面)
  - 小港森林公園(近營口路)：高松路78-1號(對面)
  - 刺蔥腳濕地公園：高松路/松正路口(西北側)

## 相關連結
- 高雄市主要道路列表